# کرفت
کرفت، روستایی در دهستان سفیدار بخش مرکزی شهرستان خفر در استان فارس ایران است.

## جمعیت
بر پایه سرشماری عمومی نفوس و مسکن در سال ۱۳۹۵، جمعیت این روستا برابر با ۱٬۳۹۰ نفر (۴۳۴ خانوار) بوده است.